# Svet je zopet mlad
Svet je zopet mlad je tretji studijski album slovenske pop skupine Videosex, izdan 13. januarja 1987 pri založbi Helidon na vinilni plošči in v obliki kasete. Je mini LP, traja manj kot 18 minut in je s tem najkrajša izdaja skupine. Na albumu so same priredbe raznih priljubljenih slovenskih skladb 20. stoletja.
Naslovnico je oblikovala politična skupina Novi kolektivizem.
Na kasetni različici albuma je avtor besedila pesmi "Vozi me vlak v daljave" nepravilno naveden kot Smole (dejansko ga je napisal Aleksander Skale).

## Seznam pesmi
| Stran A | Stran A                  | Stran A                 | Stran A      | Stran A |
| Št.     | Naslov                   | Besedilo                | Glasba       | Dolžina |
| ------- | ------------------------ | ----------------------- | ------------ | ------- |
| 1.      | „Vozi me vlak v daljave‟ | Aleksander Skale        | Jože Privšek | 2:36    |
| 2.      | „Zemlja pleše‟           | Gregor Strniša          | Mojmir Sepe  | 2:35    |
| 3.      | „Ne čakaj na maj‟        | Frane Milčinski - Ježek | Borut Lesjak | 4:12    |

| Stran B         | Stran B                         | Stran B         | Stran B         | Stran B |
| Št.             | Naslov                          | Besedilo        | Glasba          | Dolžina |
| --------------- | ------------------------------- | --------------- | --------------- | ------- |
| 4.              | „Vozi me vlak v daljave (slow)‟ | Skale           | Privšek         | 1:59    |
| 5.              | „Orion‟                         | Strniša         | Jure Robežnik   | 2:02    |
| 6.              | „Jutranja zarja‟                | Strniša         | Privšek         | 3:06    |
| 7.              | „Kaj ti je deklica‟             | narodna         | narodna         | 1:08    |
| Skupna dolžina: | Skupna dolžina:                 | Skupna dolžina: | Skupna dolžina: | 17:38   |

## Zasedba
Videosex
- Anja Rupel — vokal
- Iztok Turk — bobni, programiranje
- Janez Križaj — bas kitara, programiranje
- Goran Lisica — klaviature

Pri snemanju albuma so sodelovali tudi Aleš Puhar, Aleš Rendla, Andrija Pušić, Boris Romih, Dadi Kašnar, Franci Puhar, Jaka Hawlina, Miha Hawlina in Milko Lazar, a njihove vloge niso navedene.